# David Abdul
David Abdul (ur. 17 sierpnia 1989 w Oranjestad) – arubański piłkarz pochodzenia holenderskiego występujący na pozycji napastnika, obecnie zawodnik holenderskiego RVVH.

## Kariera klubowa
Abdul jest wychowankiem holenderskiego zespołu Sparta Rotterdam. W Eredivisie zadebiutował w wieku 19 lat – 18 stycznia 2009 w zremisowanym 1:1 spotkaniu z FC Groningen. Nie potrafił jednak wywalczyć sobie miejsca w pierwszej drużynie i na ligowych boiskach pojawiał się sporadycznie. Po sezonie 2009/2010 spadł ze Spartą do Eerste Divisie, gdzie notował występy częściej niż w najwyższej klasie rozgrywkowej, a także zdobył pierwszą bramkę w karierze seniorskiej – 16 sierpnia 2010 w wygranej 2:1 konfrontacji z Go Ahead Eagles. Wpisał się również na listę strzelców cztery dni później, w rekordowym zwycięstwie 12:1 z Almere City.
Latem 2011 Abdul został zawodnikiem holenderskiego czwartoligowca RVVH Ridderkerk.

## Kariera reprezentacyjna
W seniorskiej reprezentacji Aruby Abdul zadebiutował 8 lipca 2011 w wygranym 4:2 meczu z Saint Lucia w ramach eliminacji do Mistrzostw Świata 2014. W tym samym spotkaniu zdobył także premierową bramkę w reprezentacji. Arubańczycy nie zdołali jednak zakwalifikować się na mundial.